# Internationale Kurzfilmtage Oberhausen 2010

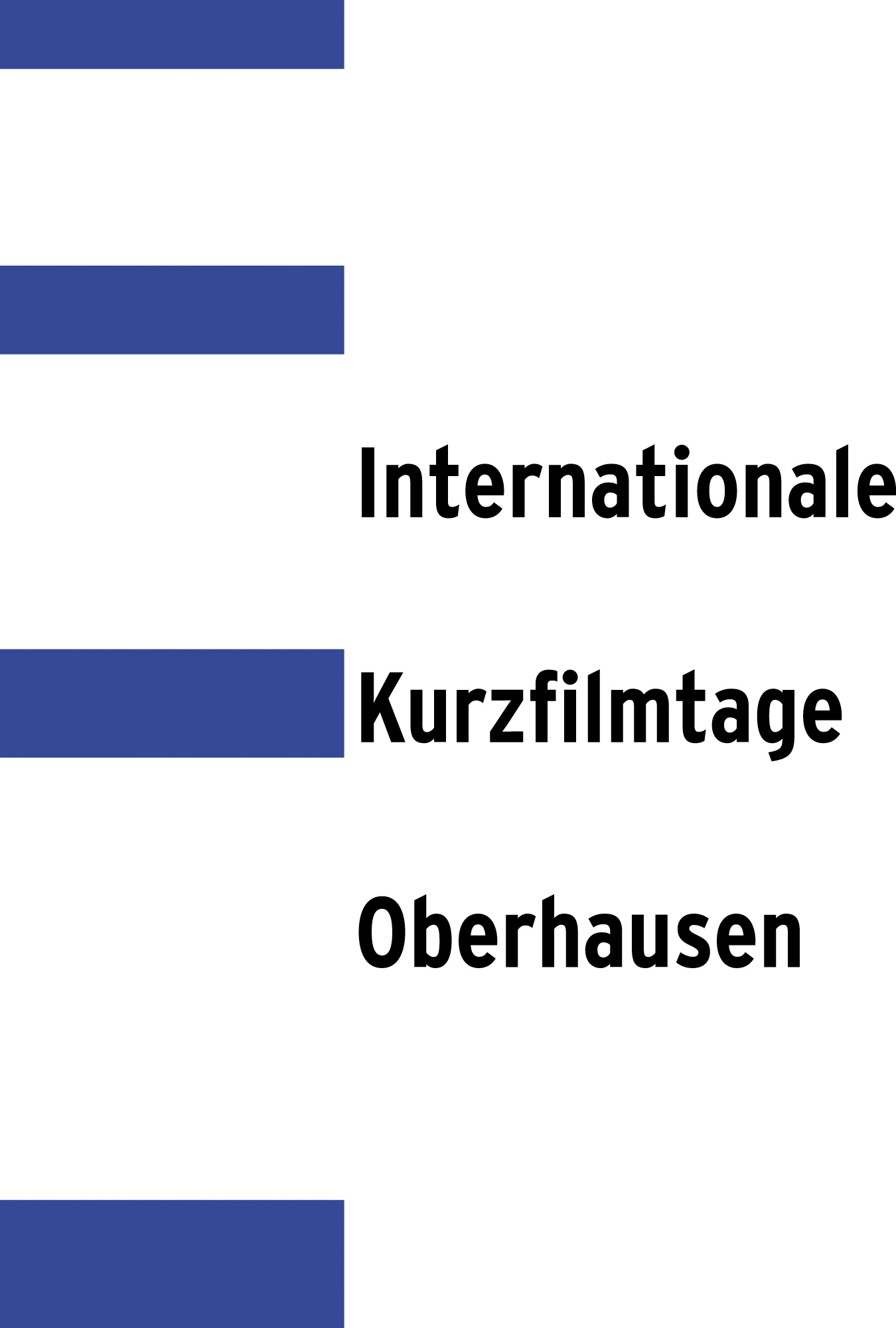
Logo

Die 56. Internationalen Kurzfilmtage Oberhausen 2010 fanden vom 29. April bis zum 4. Mai in der Oberhausener Lichtburg statt. Das Thema Vom Meeresgrund: Das Experiment Film 1898–1918 wurde kuratiert von Mariann Lewinsky und Eric de Kuyper. Profile behandelten Amit Dutta, Gunvor Nelson, No Wave Cinema und Fred Worden.

## Preisträger: Internationaler Wettbewerb

### Internationale Jury

#### Großer Preis der Stadt Oberhausen
Madam & Little Boy, Magnus Bärtås (Schweden)

#### Hauptpreis
zwei Hauptpreise
Mur i wieża, Yael Bartana (Israel/Niederlande/Polen)
Monolog, Laure Prouvost (Vereinigtes Königreich)

#### ARTE-Preis für einen europäischen Kurzfilm
Flag Mountain, John Smith (Vereinigtes Königreich)

#### Lobende Erwähnungen
Filmas apie nežinomą menininkę, Laura Garbštienè (Litauen)
Travelling Fields, Inger Lise Hansen, (Norwegen)

### Jury desMinisterpräsidenten des Landes NRW

#### Preis
Definitively Unfinished, Pavel Brăila (Moldawien)

#### Lobende Erwähnung
Rendez-vous à Stella-Plage, Shalimar Preuss (Frankreich)

### FIPRESCI-Jury

#### Preis
Filmas apie nežinomą menininkę, Laura Garbštienè (Litauen)

### Ökumenische Jury

#### Preis
Mur i wieża, Yael Bartana (Israel/Niederlande/Polen)

#### Lobende Erwähnung
Electric Light Wonderland, Susanna Wallin (Vereinigtes Königreich)

### Kinojury

#### Preis
you and me, Karsten Krause (Deutschland)

#### Lobende Erwähnung
Fly in the Sky, Vera Neubauer (Vereinigtes Königreich)

### Internationale Kurzfilmtage Oberhausen

#### Preis
Hand Soap, Kei Ōyama (Japan)

## Preisträger: Deutscher Wettbewerb

### Preis für den besten Beitrag
Gesang der Jünglinge, Korpys/Löffler

### 3sat-Förderpreis
Nach Klara, Stefan Butzmühlen

### Lobende Erwähnungen
Shadows Inside, Moana Vonstadl
Amerika, Eldar Grigorian

## Preisträger:NRW-Wettbewerb

### Erster Preis
Holding Still, Florian Riegel

### Zweiter Preis
Legenden, Angélique Dubois

### Lobende Erwähnung
Driving Élodie, Lars Henning

## Preisträger: Kinder- und Jugendfilm-Wettbewerb

### Kinderjury

#### Preis
Jongens zijn we, Tomas Kaan (Niederlande)

#### Lobende Erwähnung
Der Kleine und das Biest, Uwe Heidschötter und Johannes Weiland (Deutschland)

### Jugendjury

#### Preis
luzazul, Osiris Luciano (Mexiko)

#### Lobende Erwähnungen
Eni, Ingo Monitor (Deutschland)
bro, Chris Dundon (Vereinigtes Königreich)

## Preisträger: 12. MuVi-Preis für das beste deutsche Musikvideo

### 1. Preis
Lightning Strikes (Felix Kubin), Sönke Held

### 2. Preis
Bit by Bit (Comfort Fit), Felix Hüffelmann und Philip Frowein

### 3. Preis
u 08-1 (future past perfect pt.3) (alva noto feat. Anne-James Chaton), Carsten Nicolai und Simon Mayer

### MuVi-Online-Publikumspreis
Lifeguide (Pappkameraden), Gitti & Kitti